# Попставрева афера
Попставревата или Битолска афера е провал на Вътрешната македоно-одринска революционна организация в Битоля от 1900 година, при който голяма част от легалните дейци на организацията в града са арестувани, осъдени и интернирани.
Разкритията започват от свещеника Ставре в Битоля. Според Георги Попхристов поп Ставре отказва да даде поисканите му от организацията 30 лири и предава дееца на организацията на полицията, но според Христо Силянов виновен за разкритията не е поп Ставре – „твърде събуден и умен свещеник“, а синът му, който от лекомислие издал работата на шурея си Таки Чона, турски шпионин близък до главния полицай Саид Ефенди.
В резултат е арестуван Трифун Иванов, който укрива носената разписка за плащането и въпреки това е осъден на 3 години затвор. Окръжният комитет на организацията свиква извънредно заседание, на което поп Ставре е осъден на смърт за предателство. За извършване на присъдата са определени Трайко Петрев, Глигор Димев и Пецо Георгиев.  Няколко дни след това, на 17 август 1900 година, поп Ставре е прострелян в българската църква „Света Богородица“ в Битоля от Трайко Петрев. Преди да умре поп Ставре продължава да издава тайни на организацията, посочва като морални извършители учителите Даме Груев и Тодор Луканов (Михаил Герджиков).
Последователно през август 1900 година са арестувани и по-късно съдени Даме Груев, Петър Попев, Ефрем Ризов, Григор Пенджерков, Никола Кусото, Христо Гавазов, учителите Стефан Илиев и Васил Попдимитров, Гицо Димитров и Трайко Пелтако (Трайко Петрев) от Баир махала, Васил Пасков и други. В хода на следствието Трайко Петрев признава убийството, но на съдебния процес, започнал през 1901 година, отрича признанията си. Въпреки това е осъден на смърт. Глигор Димев, Петър Димев и Петър Георгиев (задочно) са признати за съучастници и осъдени на доживотен затвор. Георги Найдов (Найденов), Трифун Иванов, Дамян Груев и Тодор Луканов (Михаил Герджиков, задочно) са осъдени на 10 години каторжен труд, Янаки Щерьов и Хаджи Нале - на три години. Съдът приема, че учителите Стефан Илиев и Станел не са част от организацията, но тъй като отказали да предадат документи, които притежават, ги осъжда на две години затвор.
Ръководителят на Битолския революционен окръг Даме Груев прекарва две години в битолския затвор преди да бъде заточен в края на май 1902 година в Подрум кале.
От ръководителите на Битолския революционен окръг в града остава само Георги Попхристов, който е подпомаган от учителя Александър Ефтимов.